# 2. ŽNL Vukovarsko-srijemska NS Vukovar 2016./17.
2. ŽNL Vukovarsko-srijemska Nogometnog središta Vukovar je pretposljednji (odnosno šesti) stupanj natjecanja. Prvak lige stječe pravo nastupa u sljedećoj sezoni igra u 1. ŽNL, dok posljednje plasirani (ili posljednja 2 ili 3, ovisno od toga koliko klubova iz kog nogometnog središta ispadne iz 1. ŽNL) ispada u 3. ŽNL Vukovarsko-srijemska NS Vukovar.

## Tablica
| Mj. | Klub                  | Sus. | Pobj. | Ner. | Por. | GR.   | Bod.  |
| --- | --------------------- | ---- | ----- | ---- | ---- | ----- | ----- |
| 1.  | NK Bršadin            | 22   | 16    | 3    | 3    | 54:22 | 51 ↓1 |
| 2.  | NK Croatia Bogdanovci | 22   | 16    | 3    | 3    | 82:23 | 51 ↓1 |
| 3.  | NK Negoslavci         | 22   | 15    | 4    | 3    | 60:27 | 49    |
| 4.  | NK Sinđelić Trpinja   | 22   | 9     | 5    | 8    | 43:41 | 32    |
| 5.  | NK Hajduk Tovarnik    | 22   | 9     | 3    | 10   | 57:60 | 30    |
| 6.  | NK Sloga Borovo       | 22   | 9     | 2    | 11   | 43:37 | 29    |
| 7.  | HNK Radnički Vukovar  | 22   | 6     | 11   | 5    | 31:29 | 29    |
| 8.  | NK Sremac Ilača       | 22   | 8     | 5    | 9    | 37:49 | 29    |
| 9.  | NK Šarengrad          | 22   | 8     | 1    | 13   | 39:67 | 25    |
| 10. | ŠNK Dunav Sotin       | 22   | 3     | 7    | 12   | 23:53 | 16    |
| 11. | HNK Mitnica Vukovar   | 22   | 5     | 1    | 16   | 30:61 | 16    |
| 12. | NK Hajduk Bapska      | 22   | 2     | 7    | 13   | 30:60 | 13    |

## Rezultati
| NK Negoslavci - NK Sinđelić Trpinja 2:0 NK Bršadin - NK Sremac Ilača 3:1 NK Hajduk Bapska - HNK Radnički Vukovar 0:0 NK Sloga Borovo - NK Šarengrad 4:0 NK Hajduk Tovarnik - ŠNK Dunav Sotin 5:1 NK Croatia Bogdanovci - HNK Mitnica Vukovar 6:0 | NK Sinđelić Trpinja - HNK Mitnica Vukovar 6:0 ŠNK Dunav Sotin - NK Croatia Bogdanovci 1:1 NK Šarengrad - NK Hajduk Tovarnik 4:2 HNK Radnički Vukovar - NK Sloga Borovo 0:1 NK Sremac Ilača - NK Hajduk Bapska 3:1 NK Negoslavci - NK Bršadin 1:1 | NK Bršadin - NK Sinđelić Trpinja 5:1 NK Sloga Borovo - NK Sremac Ilača 3:1 NK Hajduk Tovarnik - HNK Radnički Vukovar 3:0 NK Croatia Bogdanovci - NK Šarengrad 9:3 HNK Mitnica Vukovar - ŠNK Dunav Sotin 1:2 NK Hajduk Bapska - NK Negoslavci 0:5 |
| NK Sinđelić Trpinja - ŠNK Dunav Sotin 2:2 NK Šarengrad - HNK Mitnica Vukovar 1:3 HNK Radnički Vukovar - NK Croatia Bogdanovci 0:0 NK Sremac Ilača - NK Hajduk Tovarnik 4:2 NK Negoslavci - NK Sloga Borovo 3:0 NK Bršadin - NK Hajduk Bapska 2:0 | NK Hajduk Bapska - NK Sinđelić Trpinja 2:4 NK Sloga Borovo - NK Bršadin 1:2 NK Hajduk Tovarnik - NK Negoslavci 3:2 NK Croatia Bogdanovci - NK Sremac Ilača 1:0 HNK Mitnica Vukovar - HNK Radnički Vukovar 0:0 ŠNK Dunav Sotin - NK Šarengrad 0:1 | NK Sinđelić Trpinja - NK Šarengrad 1:0 HNK Radnički Vukovar - ŠNK Dunav Sotin 1:1 NK Sremac Ilača - HNK Mitnica Vukovar 1:0 NK Negoslavci - NK Croatia Bogdanovci 3:1 NK Bršadin - NK Hajduk Tovarnik 4:2 NK Hajduk Bapska - NK Sloga Borovo 0:2 |
| NK Sloga Borovo - NK Sinđelić Trpinja 0:2 NK Hajduk Tovarnik - NK Hajduk Bapska 2:2 NK Croatia Bogdanovci - NK Bršadin 0:1 HNK Mitnica Vukovar - NK Negoslavci 0:1 ŠNK Dunav Sotin - NK Sremac Ilača 1:1 NK Šarengrad - HNK Radnički Vukovar 0:2 | NK Sinđelić Trpinja - HNK Radnički Vukovar 3:1 NK Sremac Ilača - NK Šarengrad 1:5 NK Negoslavci - ŠNK Dunav Sotin 2:0 NK Bršadin - HNK Mitnica Vukovar 4:0 NK Hajduk Bapska - NK Croatia Bogdanovci 0:5 NK Sloga Borovo - NK Hajduk Tovarnik 5:1 | NK Hajduk Tovarnik - NK Sinđelić Trpinja 2:1 NK Croatia Bogdanovci - NK Sloga Borovo 2:1 HNK Mitnica Vukovar - NK Hajduk Bapska 2:1 ŠNK Dunav Sotin - NK Bršadin 1:4 NK Šarengrad - NK Negoslavci 1:2 HNK Radnički Vukovar - NK Sremac Ilača 4:1 |
| NK Sinđelić Trpinja - NK Sremac Ilača 1:1 NK Negoslavci - HNK Radnički Vukovar 0:0 NK Bršadin - NK Šarengrad 1:2 NK Hajduk Bapska - ŠNK Dunav Sotin 3:3 NK Sloga Borovo - HNK Mitnica Vukovar 5:2 NK Hajduk Tovarnik - NK Croatia Bogdanovci 4:2 | NK Croatia Bogdanovci - NK Sinđelić Trpinja 4:0 HNK Mitnica Vukovar - NK Hajduk Tovarnik 2:4 ŠNK Dunav Sotin - NK Sloga Borovo 0:3 NK Šarengrad - NK Hajduk Bapska 4:3 HNK Radnički Vukovar - NK Bršadin 3:3 NK Sremac Ilača - NK Negoslavci 2:2 | NK Sinđelić Trpinja - NK Negoslavci 1:4 NK Sremac Ilača - NK Bršadin 4:1 HNK Radnički Vukovar - NK Hajduk Bapska 0:0 NK Šarengrad - NK Sloga Borovo 1:0 ŠNK Dunav Sotin - NK Hajduk Tovarnik 1:0 HNK Mitnica Vukovar - NK Croatia Bogdanovci 1:4 |
| HNK Mitnica Vukovar - NK Sinđelić Trpinja 4:0 NK Croatia Bogdanovci - ŠNK Dunav Sotin 5:1 NK Hajduk Tovarnik - NK Šarengrad 6:1 NK Sloga Borovo - HNK Radnički Vukovar 1:1 NK Hajduk Bapska - NK Sremac Ilača 0:3 NK Bršadin - NK Negoslavci 2:0 | NK Sinđelić Trpinja - NK Bršadin 1:0 NK Negoslavci - NK Hajduk Bapska 4:3 NK Sremac Ilača - NK Sloga Borovo 2:1 HNK Radnički Vukovar - NK Hajduk Tovarnik 2:1 NK Šarengrad - NK Croatia Bogdanovci 0:4 ŠNK Dunav Sotin - HNK Mitnica Vukovar 3:2 | ŠNK Dunav Sotin - NK Sinđelić Trpinja 1:2 HNK Mitnica Vukovar - NK Šarengrad 4:3 NK Croatia Bogdanovci - HNK Radnički Vukovar 4:2 NK Hajduk Tovarnik - NK Sremac Ilača 2:2 NK Sloga Borovo - NK Negoslavci 0:2 NK Hajduk Bapska - NK Bršadin 0:2 |
| NK Sinđelić Trpinja - NK Hajduk Bapska 2:2 NK Bršadin - NK Sloga Borovo 3:2 NK Negoslavci - NK Hajduk Tovarnik 6:2 NK Sremac Ilača - NK Croatia Bogdanovci 0:5 HNK Radnički Vukovar - HNK Mitnica Vukovar 4:1 NK Šarengrad - ŠNK Dunav Sotin 3:2 | NK Šarengrad - NK Sinđelić Trpinja 0:6 ŠNK Dunav Sotin - HNK Radnički Vukovar 1:1 HNK Mitnica Vukovar - NK Sremac Ilača 0:2 NK Croatia Bogdanovci - NK Negoslavci 6:2 NK Hajduk Tovarnik - NK Bršadin 1:3 NK Sloga Borovo - NK Hajduk Bapska 3:2 | NK Sinđelić Trpinja - NK Sloga Borovo 1:1 NK Hajduk Bapska - NK Hajduk Tovarnik 5:1 NK Bršadin - NK Croatia Bogdanovci 1:1 NK Negoslavci - HNK Mitnica Vukovar 2:0 NK Sremac Ilača - ŠNK Dunav Sotin 2:1 HNK Radnički Vukovar - NK Šarengrad 3:1 |
| HNK Radnički Vukovar - NK Sinđelić Trpinja 3:1 NK Šarengrad - NK Sremac Ilača 5:2 ŠNK Dunav Sotin - NK Negoslavci 1:4 HNK Mitnica Vukovar - NK Bršadin 0:2 NK Croatia Bogdanovci - NK Hajduk Bapska 9:1 NK Hajduk Tovarnik - NK Sloga Borovo 5:1 | NK Sinđelić Trpinja - NK Hajduk Tovarnik 3:3 NK Sloga Borovo - NK Croatia Bogdanovci 1:3 NK Hajduk Bapska - HNK Mitnica Vukovar 3:2 NK Bršadin - ŠNK Dunav Sotin 3:0 NK Negoslavci - NK Šarengrad 6:1 NK Sremac Ilača - HNK Radnički Vukovar 2:2 | NK Sremac Ilača - NK Sinđelić Trpinja 1:4 HNK Radnički Vukovar - NK Negoslavci 2:2 NK Šarengrad - NK Bršadin 1:4 ŠNK Dunav Sotin - NK Hajduk Bapska 0:0 HNK Mitnica Vukovar - NK Sloga Borovo 4:1 NK Croatia Bogdanovci - NK Hajduk Tovarnik 7:0 |
| NK Sinđelić Trpinja - NK Croatia Bogdanovci 1:3 NK Hajduk Tovarnik - HNK Mitnica Vukovar 6:2 NK Sloga Borovo - ŠNK Dunav Sotin 7:0 NK Hajduk Bapska - NK Šarengrad 2:2 NK Bršadin - HNK Radnički Vukovar 3:0 NK Negoslavci - NK Sremac Ilača 5:1 | | |